# Vela virupa
Vela virupa is een krabbensoort uit de familie van de Gecarcinucidae. De wetenschappelijke naam van de soort is voor het eerst geldig gepubliceerd in 2007 door Bahir & Yeo.